# Филлипс (округ, Канзас)
Фи́ллипс (англ. Phillips County) — округ в штате Канзас, США. Официально образован 26 февраля 1867 года. По состоянию на 2010 год, численность населения составляла 5 642 человека.

## География
По данным Бюро переписи США, общая площадь округа равняется 2 317,560 км2, из которых 2 295,338 км2 суша и 22,222 км2 или 0,960 % это водоёмы.

## Население
По данным переписи населения 2000 года в округе проживает 6 001 жителей в составе 2 496 домашних хозяйств и 1 722 семей. Плотность населения составляет 3,00 человека на км2. На территории округа насчитывается 3 088 жилых строений, при плотности застройки около 1,00-го строений на км2. Расовый состав населения: белые — 98,25 %, афроамериканцы — 0,25 %, коренные американцы (индейцы) — 0,30 %, азиаты — 0,45 %, гавайцы — 0,00 %, представители других рас — 0,03 %, представители двух или более рас — 0,72 %. Испаноязычные составляли 0,67 % населения независимо от расы.
В составе 28,30 % из общего числа домашних хозяйств проживают дети в возрасте до 18 лет, 61,50 % домашних хозяйств представляют собой супружеские пары проживающие вместе, 5,50 % домашних хозяйств представляют собой одиноких женщин без супруга, 31,00 % домашних хозяйств не имеют отношения к семьям, 28,60 % домашних хозяйств состоят из одного человека, 15,80 % домашних хозяйств состоят из престарелых (65 лет и старше), проживающих в одиночестве. Средний размер домашнего хозяйства составляет 2,35 человека, и средний размер семьи 2,89 человека.
Возрастной состав округа: 24,50 % моложе 18 лет, 5,70 % от 18 до 24, 23,20 % от 25 до 44, 24,80 % от 45 до 64 и 24,80 % от 65 и старше. Средний возраст жителя округа 42 лет. На каждые 100 женщин приходится 94,80 мужчин. На каждые 100 женщин старше 18 лет приходится 91,20 мужчин.
Средний доход на домохозяйство в округе составлял 35 013 USD, на семью — 41 638 USD. Среднестатистический заработок мужчины был 29 609 USD против 17 827 USD для женщины. Доход на душу населения составлял 17 121 USD. Около 7,20 % семей и 10,00 % общего населения находились ниже черты бедности, в том числе — 11,60 % молодёжи (тех, кому ещё не исполнилось 18 лет) и 8,80 % тех, кому было уже больше 65 лет.